# جيمس كلاي رايس
جيمس كلاي رايس (بالإنجليزية: James Clay Rice)‏ هو ضابط أمريكي، ولد في 29 ديسمبر 1829 في Worthington, Massachusetts ‏ في الولايات المتحدة، وتوفي في 10 مايو 1864 في سبوتسيلفانيا كورتهووس في الولايات المتحدة.